# Comté de Ramsey (Dakota du Nord)
Pour les articles homonymes, voir Comté de Ramsey.
Le comté de Ramsey est un des 53 comtés du Dakota du Nord, aux États-Unis. 
Siège : Devils Lake.

## Démographie
| 1880 | 1890  | 1900  | 1910   | 1920   | 1930   |
| ---- | ----- | ----- | ------ | ------ | ------ |
| 281  | 4 418 | 9 198 | 15 199 | 15 427 | 16 252 |

| 1940   | 1950   | 1960   | 1970   | 1980   | 1990   |
| ------ | ------ | ------ | ------ | ------ | ------ |
| 15 626 | 14 373 | 13 443 | 12 915 | 13 048 | 12 681 |

| 2000   | 2010   | - | - | - | - |
| ------ | ------ | - | - | - | - |
| 12 066 | 11 451 | - | - | - | - |